# Jitka Kocurová
Jitka Kocurová (* 27. února 1979 Vlašim) je česká modelka, moderátorka, herečka, 2. vicemiss ČR pro rok 1999 a patronka nadačního fondu Srdce na dlani.

## Profese
V roce 1997 absolvovala Střední odbornou školu civilního letectví v Praze Ruzyni. Ve čtrnácti letech se začala věnovat modelingu. V roce 1999 se nejdříve stala 2. vicemiss České republiky a posléze obsadila 5. místo na Miss Europe v Bejrútu. Již 20. rokem je patronkou nadačního fondu Srdce na dlani.
V televizi začala působit jako moderátorka počasí na TV3 a pak moderovala na Prima pořad Prima jízda a spoluúčinkovala v zábavném pořadu Telebazar. V roce 2008 spolumoderovala společenský pořad Přísně tajné na TV Nova. Svou první filmovou roli servírky si zahrála ve filmu Dušana Kleina Jak básníci neztrácejí naději (2003). Největší prostor získala v roli Pamely ve filmu Jiřího Vejdělka Účastníci zájezdu (2006).
V současné době se věnuje charitativní činnosti zaměřené na pomoc dětem z dětských domovů, a to jako patronka nadačního fondu Srdce na dlaní. Začala podnikat v oblasti esenciálních olejů, vlastní e-shop www.beterra.cz

## Osobní život
S manželem Tomášem Abrahamem má syna Tomáše, který se narodil v červnu 2010 v Podolí a 24. dubna 2013 v pražské porodnici v Podolí se narodila dcera Barbora.

## Filmografie
- 2009 – Veni, vidi, vici...
- 2008 –  Přísně tajné (TV pořad)
- 2006 –  Účastníci zájezdu – delegátka Pamela
- 2005 –  Pošta pro tebe (TV pořad)
- 2004 –  Pánská jízda
- 2003 –  Jak básníci neztrácejí naději